# Disynaphia
Disynaphia es un género de plantas perteneciente a la familia Asteraceae. Comprende 36 especies descritas y de estas, solo16 aceptadas.  Es originario de Sudamérica.

## Descripción
Las plantas de este género sólo tienen disco (sin rayos florales) y los pétalos son de color blanco, ligeramente amarillento blanco, rosa o morado (nunca de un completo color amarillo).

## Taxonomía
El género fue descrito por Hook. & Arn. ex DC. y publicado en Prodromus Systematis Naturalis Regni Vegetabilis 7(1): 267. 1838.

## Especies aceptadas
A continuación se brinda un listado de las especies del género Disynaphia aceptadas hasta agosto de 2015, ordenadas alfabéticamente. Para cada una se indica el nombre binomial seguido del autor, abreviado según las convenciones y usos.
1. Disynaphia achillaea (Chodat) R.M.King & H.Rob.
2. Disynaphia albissima (Hassl.) R.M.King & H.Rob.
3. Disynaphia calyculata (Hook. & Arn.) R.M.King & H.Rob.
4. Disynaphia ericoides (DC.) R.M.King & H.Rob.
5. Disynaphia filifolia (Hassl.) R.M.King & H.Rob.
6. Disynaphia halimifolia (DC.) R.M.King & H.Rob.
7. Disynaphia ligulaefolia (Hook. & Arn.) R.M.King & H.Rob.
8. Disynaphia littoralis (Cabrera) R.M.King & H.Rob.
9. Disynaphia minutiflora R.M.King & H.Rob.
10. Disynaphia multicrenulata (Sch.Bip. ex Baker) R.M.King & H.Rob.
11. Disynaphia praeficta (B.L.Rob.) R.M.King & H.Rob.
12. Disynaphia radula (Chodat) R.M.King & H.Rob.
13. Disynaphia senecionidea (Baker) R.M.King & H.Rob.
14. Disynaphia spathulata (Hook. & Arn.) R.M.King & H.Rob.
15. Disynaphia tacuarembensis (Hieron. & Arechav.) R.M.King & H.Rob.
16. Disynaphia variolata (B.L.Rob.) R.M.King & H.Rob.